# 感嘆
感嘆是修辭手法的一種，是用來為了抒發強烈感情目的的一種修辭法，通常後面會接驚嘆號。當一個人碰到喜怒哀樂之事物時，常常會借助某種感嘆方式，來強調內心的情感，例如：驚訝、讚嘆、傷感、喜悅、憤怒、悲傷、譏嘲、懷念...等情緒，以引起讀者或聽者的共鳴，增強語言的影響力。

## 類型
構成感嘆修辭的詞語，可以是嘆詞組成的、助詞組成的或是嘆詞與助詞兩者一起所組成。

### 嘆詞
嘆詞在文言文中常見的有嗟夫、嗟哉、噫、嗚呼…等；白話文中常用的嘆詞有喲、唉、啍、哦、啊、哎、咦、呵、喔、噢、呀、咳、喂、啊呀、哦喲、喔唷…等。
例如：
- 「嗚呼！念哉！凡我多士，及我友朋，惟仁惟孝，義勇奉公，以發揚種性；此則不佞之幟也。」（連橫《臺灣通史序》）
- 「前十餘日回家，即欲乘便以此行之事語汝；及與汝對，又不能啟口。且以汝之有身也，更恐不勝悲，故惟日日呼買醉。嗟夫！當時余心之悲，蓋不能以寸管形容之。」（林覺民《與妻訣別書》）
- 「噫，微斯人，吾誰與歸？」（范仲淹《岳陽樓記》）
- 「嗚乎！其信然邪？其夢邪？」（韓愈《祭十二郎文》）
- 「嗟夫！予嘗求古仁人之心，或異二者之為。」（范仲淹《岳陽樓記》）

### 助詞
助詞在文言文中常見的有矣、乎、也、哉…等。白話文中常用的助詞有哦、喲、噁、哪、喏、啊、哇、呀…等。
例如：
- 「飽食終曰，無所用心，難矣哉！」（《論語．陽貨篇》）
- 「美麗的夏夜呀！涼爽的夏夜啊！」（楊喚《夏夜》）
- 「小人之好議論，不樂成人之美，如是哉！」（韓愈《張中丞傳後敘》）
- 「悲哉！微之於找也。其若是乎！」（白居易《與元微之書》）
- 「母親叫我和小幫工把麴一粒粒撿出來，不然就會越來越多，這工作真好，所以我盼望天一直不要晴起來，麴會越來越，我就可以天天滾在榖子裡撿麴，多高興哪！」（琦君《紅紗燈．下雨天，真好》）

### 嘆詞與助詞
感嘆句不但可以由嘆詞構成，而且也可以由助詞構成，同時也能由嘆詞與助詞兩者一起所組成。
例如：
- 「嗚呼！此非舊史氏之罪歟？」（連橫《臺灣通史序》）
- 「嗚呼！此其所以為子房歟？」（蘇軾《留侯論》）
- 「今人仍乃儉相詬病。嘻，異哉！」（司馬光《訓儉示康》）
- 「嗚呼！孰謂汝遽去吾而歿乎！」（韓愈《祭十二郎文》）
- 「喲，我就是香港總督，香港的城隍爺，管這一方的百姓，我也管不到你頭上啊！」（張愛玲《傾城之戀》）